# Чхонма
Чхонма (кор. 천마군?, 天摩郡?) — уезд в провинции Пхёнан-Пукто, на северо-западе КНДР. Уезд граничит с уездом Тэгван и городом Кусон на востоке, уездами Сончхон и Тонрим на юге, уездами Ыйджу и Пхихён на западе, уездом Сакчу на севере. Уезд был основан в 1952 году из территорий Кусона и Ыйджу.
13 % территории уезда культивировано, 82 % составляют леса. Чхонма — первый уезд в провинции по производству хмеля.

## География
В уезде находится большое количество гор, а также горные хребты Чхонма и Мунсу, пересекающие уезд. Высшая точка уезда — вершина Чхонмасан, 1169 м. На Чхонмасан обитают много видов животных, потому вершина была назначена Зоной защиты животных.
Чхонма находится в бассейне реки Ялуцзян. Основные реки уезда — реки Самгёчхон, Коджин и Чхонма. Они образуют озеро Манпхун и водохранилище Тэха, вода из которого используется для полива равнин вдоль Жёлтого моря.

## Климат
Климат — континентальный. Среднегодовая температура составляет 8,7 °C, причём средняя температура в январе составляет −10,7 °C, а в августе — 22,6 °C. Среднегодовой размер осадков составляет 1260 мм.